# Iniciativa para la Humanización de la Asistencia al Nacimiento y la lactancia
La Iniciativa para la Humanización de la Asistencia al Nacimiento y la lactancia - IHAN (hasta 2009 conocida en España como Iniciativa Hospital Amigo del Niño) fue lanzada en 1991-1992 por la OMS y UNICEF para animar a los hospitales, servicios de salud, y en particular las salas de maternidad a adoptar las prácticas que protejan, promuevan y apoyen la lactancia materna exclusiva desde el nacimiento. El plan de acción Europeo fija los objetivos de la IHAN.
Los Diez Pasos hacia una feliz lactancia natural, un resumen de las directrices a seguir por los de servicios de maternidad presentado en la Declaración conjunta de OMS/UNICEF Protección, Promoción y Apoyo de la Lactancia Natural han sido aceptados como los criterios globales mínimos para lograr convertirse en un Hospital IHAN.
El convertirse en un Hospital IHAN es un proceso que comienza con una autoevaluación por parte del hospital. Esta evaluación inicial conducirá al análisis de las prácticas que promueven o impiden la lactancia materna, y luego a la acción para llevar a cabo los cambios necesarios. Este proceso, por lo tanto, sigue la secuencia Triple-A (Apreciación, Análisis, Acción) que caracteriza el desarrollo de los programas de UNICEF.
Se trata por tanto de un sistema de evaluación de la calidad asistencial que reciben las madres lactantes en hospitales y maternidades de todo el mundo.

## Objetivos
- Permitir a las madres una elección informada de cómo alimentar a sus recién nacidos.

- Apoyar el inicio precoz de la lactancia materna.

- Promover la lactancia materna exclusiva los primeros seis meses.

- Asegurar el cese de donaciones o ventas a bajo coste de leches adaptadas a los hospitales.

- Añadir otros aspectos de atención a la madre y al niño en posteriores estadios.

## Diez Pasos hacia una Feliz Lactancia Natural
1. Disponer una política por escrito relativa a la lactancia natural conocida por todo el personal del centro.
2. Capacitar a todo el personal para llevar a cabo esa política.
3. Informar a las embarazadas de los beneficios de la lactancia materna y como realizarla.
4. Ayudar a las madres a iniciar la lactancia en la media hora siguiente al parto.
5. Mostrar a la madre como se debe dar de mamar al niño y como mantener la lactación incluso si se ha de separar del niño.
6. No dar a los recién nacidos más que la leche materna.
7. Facilitar la cohabitación de la madre y el hijo 24 horas al día.
8. Fomentar la lactancia a demanda.
9. No dar a los niños alimentados a pecho chupetes.
10. Fomentar el establecimiento de grupos de apoyo a la lactancia materna y procurar que las madres se pongan en contacto con ellos.

El documento Pruebas científicas de los 10 pasos recoge la evidencia científica en que se basan los 10 pasos de la IHAN.

## Revisión 2007. Nuevos criterios globales
En 2007 OMS / UNICEF actualizaron los requisitos para que los hospitales fueran acreditados como IHAN añadiendo a los 10 Pasos originales 3 nuevos criterios globales, uno de obligatorio cumplimiento y dos opcionales a criterio de las circunstancias de cada país.
1. Cumplimiento del Código Internacional de Comercialización de Sucedáneos de Leche Materna.
2. VIH y alimentación infantil (opcional).
3. Humanización de la Asistencia a la madre durante el parto (opcional)

## Requisitos
Para que hospitales y maternidades puedan ser acreditados como IHAN, UNICEF y la OMS proponen que en esos hospitales se suscriban las ideas del documento "Protección, Promoción y Apoyo a la Lactancia Materna" y se trabaje de forma acorde con los Criterios Globales en todos los ámbitos del hospital.
Los cambios a realizar en los hospitales para poder ser evaluados llevan consigo cambios en todos los aspectos de la vida hospitalaria y extra hospitalaria.
Se trata de lograr un cambio de cultura en el que hay que tener en cuenta el estado de la situación actual, actualización de conocimientos, cambios en las prácticas, cambios legislativos, regulación de regalos, mejoras en las actitudes, edición de materiales con solución a problemas.
Para ello el hospital puede crear un Comité de Lactancia en el que estén representados los profesionales en relación con la madre y el bebe (médicos pediatras, médicos obstetras, enfermería pediátrica y matronas) así como Gerencia y Control de Calidad.
Una vez realizado este proceso y determinando la situación del centro se entra en el proceso de designación. 

## Designación
Cuando un hospital considera que ha alcanzado un alto nivel en la promoción de la lactancia materna, hay que confirmarlo objetivamente mediante una evaluación externa, utilizando los estándares internacionalmente reconocidos. Si supera la evaluación se le designa oficialmente como "Hospital IHAN".
Se puede solicitar también la obtención del Certificado Global de compromiso para convertirse en "Hospital IHAN" para aquellos hospitales que habiendo realizado cambios substanciales sean incompletos en sus prácticas. Este certificado reconoce el trabajo que se ha hecho y la intención del hospital de continuar en el proceso de ser Hospital pro Humanización de la Asistencia al Nacimiento y la lactancia en el futuro.
Texto de la designación:
"Que el Hospital ( ) cumple los 10 pasos de apoyo a la lactancia del proyecto internacional de UNICEF “Baby Friendly Hospital Initiative” que le acredita como Hospital IHAN.
Los hospitales IHAN garantizan una formación específica en lactancia materna de todos sus profesionales y ofrecen a las mujeres que dan a luz en ellos toda la ayuda necesaria para iniciar la lactancia materna y superar las dificultades que pudieran aparecer durante la estancia en el hospital.
Esta acreditación tiene una validez de 3 años y podrá ser renovada con evaluaciones periódicas que confirmen el mantenimiento de los niveles de cumplimiento de los 10 pasos del proyecto.”

## Posibilidades de expansión e integración
Las corrientes actuales del sistema de salud y planificación relacionada, muestra la necesidad de incrementar la flexibilidad, integración, y complementariedad entre intervenciones. Por esta razón, y para ayudar a los países a crear sinergia entre sus programas y para considerar activamente los temas identificados, se incluye una variedad de estrategias alternativas en los materiales de IHAN.
Algunas de las muchas variaciones que se han implementado alrededor del mundo con la intención de humanizar la asistencia a madres e hijos son:
- Comunidad IHAN: Creando el Paso Diez (grupos de apoyo a la lactancia materna)
- IHAN y Prevención de la Transmisión de Madre a Niño (PTMAN) del VIH/sida
- Establecimientos y Comunidades para la Humanización de la Asistencia al Parto
- Terapia Intensiva Neonatal y Unidades Pediátricas IHAN
- Centros de Salud IHAN[8]
- Alimentación Complementaria IHAN
- Atención de Salud Universal IHAN
- Lugares de trabajo pro IHAN[9]
- Guarderías y centros de educación infantil pro IHAN